# Andrzej Kmita
Andrzej Kmita herbu Szreniawa (zm. 1493/94) – starosta bełski i biecki
Ojcem jego był Jan Kmita (zm. 1458/60) kasztelan przemyski i lwowski.  
Ożenił się przed 1488 r., z żoną  kasztelana przemyskiego (1501) Rafała Jarosławskiego – Barbarą Mosińską, (córką wojewody Macieja Mosińskiego), która miała syna Hieronima Jarosławskiego (zm. 1527) – dworzanina królewskiego (1517).
Andrzej Kmita miał z Barbarą Mosińską syna Piotra Kmitę  (zm. 1515) –  starostę soleckiego (bezpotomnego) oraz córkę Nawojkę Kmitę, która wyszła za mąż za Stanisława Stadnickiego (zm. 1542) – kasztelana zawichojskiego i sanockiego, podkomorzego przemyskiego, a potem za Piotra Ligęzę (zm. 1543) – kasztelana czchowskiego.
Jego  braćmi  byli: 
- Piotr Kmita z Wiśnicza (ok. 1442–1505) wojewoda krakowski
- Stanisław Kmita (ok. 1450–1511) wojewoda bełski i ruski, ożeniony z córką Przecława z Dmosic (zm. 1474) – starosty spiskiego.